# Emil Knauer
Emil Knauer (* 27. Februar 1867 in Preßburg; † 14. Mai 1935 in Graz) war ein österreichischer Gynäkologe und Geburtshelfer.

## Leben und Wirken
Knauer wurde 1867 als Sohne des Bäckermeisters Georg Knauer (1822–1878) und seiner Frau Karoline (1829–1905) geboren. Nachdem er seine Schulzeit in seiner Heimatstadt absolviert hatte, studierte er ab Herbst 1885 Medizin an der Universität Wien.
Er absolvierte in Wien eine Ausbildung in pathologischer Anatomie unter Johann Kundrat und in Innerer Medizin unter Hermann Nothnagel. 1891 wurde Knauer promoviert und war ab Oktober 1891 in der chirurgischen Klinik von Theodor Billroth tätig. Im April 1893 wechselte er an die II. Universitätsfrauenklinik unter Rudolf Chrobak, wo er sich im Juli 1901 für Geburtshilfe und Gynäkologie habilitierte.
Bereits als Assistent publizierte Knauer erste experimentelle Arbeiten zur hormonalen Steuerung der Sexualfunktionen. Sie führten letztlich zur Revision der bisherigen Theorie einer nervalen Reflexwirkung zwischen Ovulation und Menstruation. Durch Ovarientransplantationen an Kaninchen vermutete er die Existenz eines im Eierstock produzierten chemischen Stoffes und eine innere Sekretion des Organs. Seine Befunde wurden bald darauf durch Experimente des jungen Josef Halban an der I. Universitätsfrauenklinik Wien bestätigt. Knauer, Halban und Ludwig Fraenkel, der die endokrinologische Funktion des Gelbkörpers nachwies, gelten heute als Begründer der gynäkologischen Endokrinologie.
Im April 1903 wurde Knauer als Nachfolger von Alfons von Rosthorn, der an die Universität Heidelberg wechselte, als ordentlicher Professor an die Universität Graz. Hier widmete er sich überwiegend der Erweiterung der Klinik, die 1912 nach seinen Plänen neu erbaut wurde. Er leitete die Universitätsfrauenklinik fast 32 Jahre bis zu seinem Tode 1935. Mehrere Rufe an andere Universitäten lehnte er ab.
Zudem war er 17 Jahre lang Mitglied des Senats der Universität.
Zu seinen Schülern gehörten Paul Mathes, Hermann Knaus und Hans Zacherl.
Emil Knauer war verheiratet und war Vater von 8 Kindern.

## Schriften (Auswahl)
- Einige Versuche über Ovarientransplantation bei Kaninchen. In: Zentralblatt für Gynäkologie. Band 20, 1896, S. 524–8.
- Zur Ovarientransplantation (Geburt am normalen Ende der Schwangerschaft nach Ovarientransplantation beim Kaninchen). In: Zentralbl Gynäkol. 22, 1898, S. 201–203.
- Die Ovarientransplantation (experimentelle Studie). In: Arch Gynäkol. 60, 1900, S. 322–376.